# 幸手宿
幸手宿（さってじゅく）は、江戸時代に整備された宿駅であり、日光街道・奥州街道の江戸・日本橋から6番目、そして日光御成道の6番目の宿場町である。下総国葛飾郡または猿島郡（万治年間以降所属替えにより武蔵国葛飾郡）に所属する。現埼玉県幸手市に相当する。埼玉六宿のひとつ。

## 概要
幸手宿は江戸・日本橋から数えて6番目の日光街道および奥州街道の宿駅（宿場町）で、日光街道と日光御成道が合流していることから、日光御成道の6番目の宿駅であった。幸手宿は、古利根川右岸の平地に位置し下総国葛飾郡にあったが、利根川筋の改修に伴い武蔵国葛飾郡に属していた。利根川筋の改修に伴い国境変更が行われ、万治年間より武蔵国桜井郷田宮の庄に属し、元禄年間より幸手宿と称された。
近世前期より江戸幕府の直轄領で、宿内は右馬之助（うまのすけ）町 ・久喜町・中町・荒宿の4町および枝郷の牛村であった。元和2年（1616年）に人馬の継立が始まり、夫25人、馬25匹を定数とし、地子免許の地を1万坪、助郷を1万1845石、民家845軒であった。天保14年（1843年）「宿村大概帳」によると本陣1軒、脇本陣なし、旅籠27軒、人馬継問屋場は1ヵ所、高札場一ヵ所あった。問屋場への勤めは「問屋場勤向書上帳」によると久喜町・仲町・荒宿・右馬之助町で一日交替であったという。高2095石6升、当時の人口は3,937人、家数962軒であった。
助郷は、享保11年に、二十七ヶ村（葛飾郡20村、埼玉郡7村）、助郷総高11,845石となった。しかし、水害などの影響から、助郷村から休役を願出が出ていた。幕末には、交通量が増加に伴い、日光道中八ヶ宿から定助郷から加助郷を願出され、幸手宿は葛飾郡11ヶ村・埼玉郡27ヶ村が加助郷に指定された。
幸手宿には、日光社参による休憩所・宿泊地となる御殿が、聖福寺境内に設置された。また、文久元年（1861年）に、和宮下向時には助合が命じられ、人足のほか膳椀・夜着などを差し出している。
また、幸手宿周辺では、物資流通・商業施設である船着場の権現堂河岸、日光街道と日光御成道が合流する重要な宿場周辺に六斎市があった。

## 歴史
幸手は、奥州に通じる奥州道の渡し（房川渡）があった場所であった。かつて、日本武尊が東征に際して「薩手が島」（当時この近辺は海だったという伝説がある）に上陸し、中4丁目にある雷電神社に農業神を祀ったという記述が古文書に残っている。
鎌倉時代にはこの地に鎌倉街道が通じ（後世の日光御成道）、旧利根川の途河（高野）から旧渡良瀬川の途河（房川渡）までの間に延びる自然堤防・河畔砂丘の上を通った。その間に位置する幸手は軍事・交易上の要衝だった。室町時代以降は一色氏の領地となり、天神神社付近に陣屋が築かれていた。

## 沿革

### 幸手宿の設置
幸手宿は現在の埼玉県幸手市中部から北部にかけての旧街道筋付近に位置し、南北900メートル程度の範囲で広がっていた。江戸・日本橋から数えて6番目の日光街道および奥州街道の宿駅（宿場町）で、江戸（日本橋）から幸手宿の距離は12里であった。また、幸手宿前（旧上高野村）にて日光街道と日光御成道が合流していることから、日光御成道の6番目の宿駅であった。江戸時代になると、幸手一帯は江戸幕府の直轄領となった。幸手宿は日光道中・奥州道中と日光御成道との合流点、さらに筑波道が分岐する宿場町となった。

### 所属替えと地名

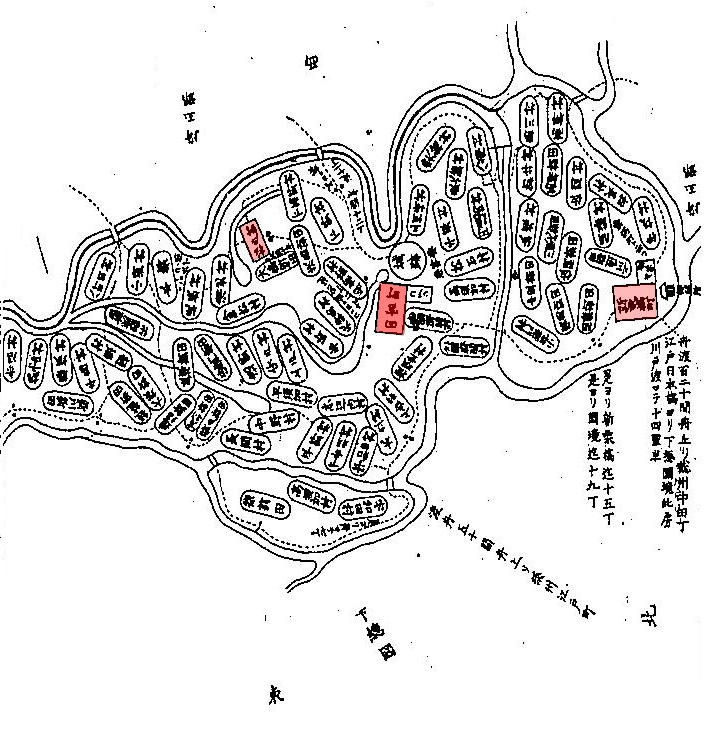
杉戸町（杉戸宿）・田宮町（幸手宿）・新栗橋町（栗橋宿）周辺の図（新編武蔵風土記稿. 巻之２０ 葛飾郡之１より）

利根川筋の改修に伴い国境変更が行われた。この地域に残される区域の国郡名によると、寛永11年10月までは下総国猿島郡または葛飾郡と記され、幸手は「日本六十余州国々切絵図」によると栗橋、杉戸、吉川と同じく、下総国の国絵図に描かれている。その後、庄内古川左岸域を除く大部分が下総国から、寛永14年7月には武蔵国葛飾郡に所属替えとなった。
万治年間（1658年－1660年）には、武蔵国桜井郷田宮の庄（武蔵国葛飾郡）に属するようになり、田宮町または薩手・幸手町と称されるようになった。その後、元禄年間（1688年－1704年）より幸手宿と称されるようになった。

### 日光社参と御殿
幸手宿には、日光社参による休憩所・宿泊地となる御殿が、聖福寺境内に設置された。御殿は火事による焼失後再建されることはなく、聖福寺の本堂の一室が代わって利用された。日光社参での主要なルートには、日光御成道を北上し幸手で日光街道に入り、日光へ至るとするものであった。『徳川実紀』によると、日光社参での幸手（御殿、御殿焼失後は聖福寺本堂）の休泊利用は、徳川家光の寛永17年、19年、慶安元年、徳川家綱の慶安2年、寛文3年、徳川吉宗の享保13年、徳川家治の安永5年、徳川家慶の天保14年にあった。

### 幸手宿のうちこわし
天保期前半（1830年代）、「幸手宿打毀一件　天保四年巳十月」によると、天保4年・同7年を中心に東日本を襲った凶作（天保の大飢饉）とそれに伴う物価高騰により、幸手宿では打ちこわしがあったという。

### 和宮下向
文久元年（1861年）に、和宮（和宮親子内親王）下向時には助合が命じられ、幸手宿を含む日光道中の３ヶ宿、中山道の桶川宿は人足のほか膳椀・夜着などを差し出している。

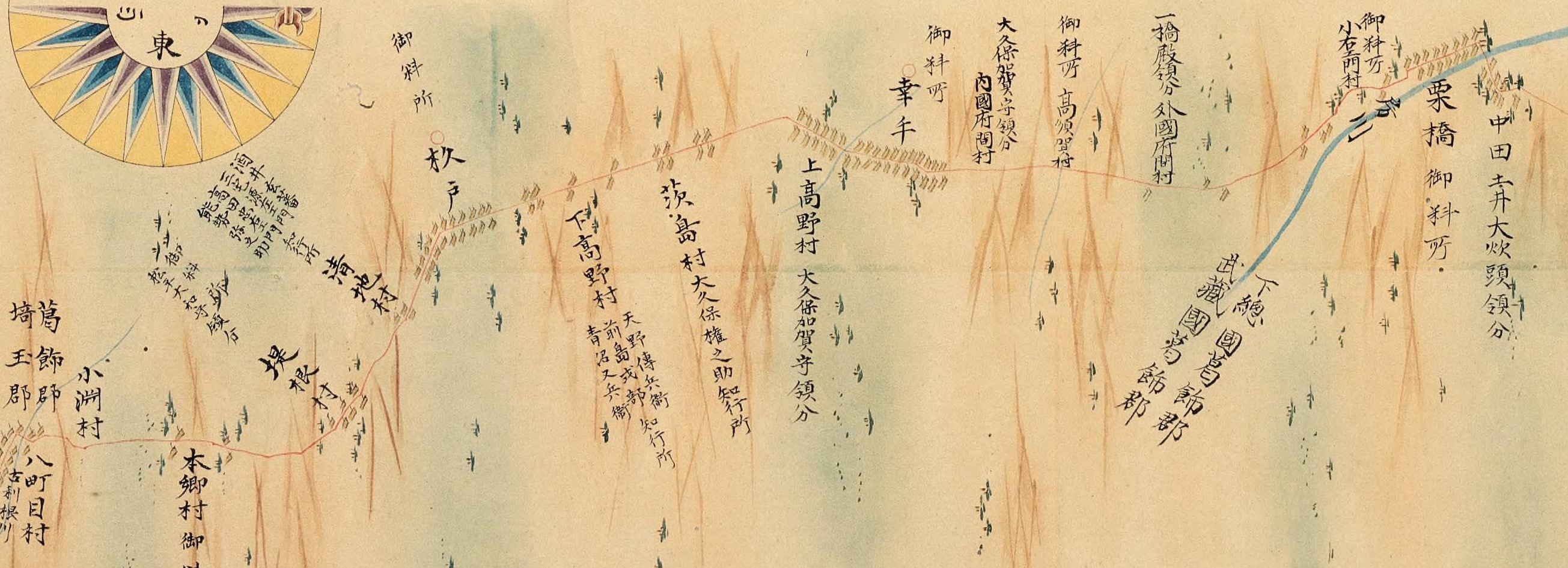
幸手宿周辺、（〔大日本沿海輿地全図 〕. 第８７図 下野・下総・武蔵(武蔵・草加・下総・古河・下野・小山）より)

## 宿駅
幸手宿は、近世前期より江戸幕府直轄領で、宿内は右馬之助（うまのすけ）町 ・久喜町・中町・荒宿の4町および枝郷の牛村であった。天保14年（1843年）「宿村大概帳」によると本陣1軒、脇本陣なし、旅籠27軒、人馬継問屋場は1ヵ所、高札場一ヵ所あった。問屋場への勤めは「問屋場勤向書上帳」によると久喜町・仲町・荒宿・右馬之助町で一日交替であったという。高2095石6升、当時の人口は3,937人、家数962軒であった。

## 伝馬制
| 元賃銭     | 日光・奥州道中 | 日光・奥州道中 | 日光御成道 |
| 元賃銭     | 杉戸宿まで     | 栗橋宿まで     | 岩槻宿まで |
| ---------- | -------------- | -------------- | ---------- |
| 荷物一駄   | 68文           | 80文           | 162文      |
| 乗掛荷人共 | 68文           | 80文           | 162文      |
| 軽尻馬一疋 | 6文            | 53文           | 110文      |
| 人足一人   | 35文           | 41文           | 79文       |

『新編武蔵風土記稿』によると、日光街道では元和2年（1616年）に人馬の継立が始まり、夫25人、馬25匹を定数とした。幸手宿は、地子免許の地を1万坪、助郷を1万1845石あり、民家845軒あったという。近世前期より江戸幕府直轄領で、宿内は右馬之助町・久喜町・中町・荒宿の4町および枝郷の牛村であった。天保14年（1843年）『宿村大概帳』によると本陣は1軒（久喜町にあり）、脇本陣はなかった。旅籠は27軒。人馬継問屋場は1ヵ所（久喜町）であった。問屋場への勤めは「問屋場勤向書上帳」によると久喜町・仲町・荒宿・右馬之助町で一日交替であったという。高2095石6升、当時の人口は3,937人、家数962軒であった。高札場は一ヵ所あった。
元和二年（1616年）、人馬の継立が始まった。幸手宿は、日光道中・奥州道中と日光御成道との合流点、さらに筑波道が分岐する宿場町となった。日光道中杉戸宿、栗橋宿、日光御成道岩槻宿の他、鷲ノ宮町・久喜町、下総国関宿藩などの継送りがあった。
慶安4年（1651年）に幸手宿（幸手駅）で火事があり、駅舎の3分の2が焼けたため、延宝2年（1674年）伝馬宿拝借金を道中奉行から受けている。
正徳元年（1711年）に幸手宿からの駄賃、一足賃金が定められ、天保9年には10年を限り1割5分増となった。

## 助郷
享保11年に、幸手宿は大助郷二十七ヶ村（葛飾郡２０村、埼玉郡７村）、助郷総高11,845石となった。しかし、助郷村は水難による困窮のため休役を願出ており、寛保2年（1742年）には、利根川水防のため下吉羽村、長間村等5村が免除を出願、半高勤となり、残りの半高分は上高野村の負担となり、天明元年には、上吉羽村・権現堂村など5村も困窮、安永9年（1780年）の大雨により助郷役が不可能となり, 7年間の休役となった。
幕末には、加助郷の指定が行われており、文久2年、参勤交代の緩和　大名・妻子の交通量が増加に伴い、日光道中八ヶ宿から定助郷から加助郷を願出され、幸手宿は葛飾郡11ヶ村・埼玉郡27ヶ村が加助郷に指定された。慶応2年には、参勤交代制が戻り、大名の通行の増加に伴い加助郷に指定された。

## 物資流通・商業施設

### 権現堂河岸
権現堂河岸は、幸手宿の東北14町30間の権現堂村の権現堂川沿いに設置された河岸場で、「幸手宿に集散する物資や年貢米の移出入港の機能を果していた」。江戸時代前期、伊奈氏を中心とした利根川東遷事業が行われ、権現堂川、江戸川が整備された。新田開発による米作の増大と相まって、これらの川を利用した江戸との間を結ぶ舟運が発展した。

### 六斎市
幸手は、『新編武蔵風土記稿』によると、毎月27の日に六斎市が行われた。「日光街道と日光御成道が合流する重要な宿場であるとともに六斎市のたつ武州東部の重要な商品流通の拠点である」といわれている。

## 災害および事件

### 天明の浅間山の大噴火
天明3年（1783年）、浅間山の大噴火による火山灰降灰に伴い七十日間の施粥を名主知久文左衛門が行っている。幸手宿の名主・問屋を世襲する旧家は、「右馬之助町の開発者右馬之助の子孫中村平左衛門家と,久喜町の開発者帯刀の子孫知久文左衛門家」があげられている。「知久文左衛門は天明期の浅間山焼と凶作、および完成期の農民移住（野州都賀郡へ）と洪水等に際して、多額の金穀を拠出して困窮者の救済に尽力した」ことから「寛政6年（1794）に代官より苗字帯刀を許された」と言われている。

### 幸手宿のうちこわし（天保の大飢饉）
天保期前半（1830年代）、天保4年・同7年を中心に東日本を襲った凶作（天保の大飢饉）とそれに伴う物価高騰により、幸手宿では打ちこわしがあった。古文書『幸手宿打毀一件　天保四年巳十月』により示されている。
「幸手宿打殿一件」によると、天保4年6月の天候不順、8月の大風雨により、米麦の高騰から宿内店借住民の生活が逼迫し、9月に穀屋の襲撃が予告され正福寺門前に張札がたてられた。穀屋は集まり対策を協議し、仲町の釜屋が各自米を安売りにし踏み切ることを提案したが、賛同が得られず、結論もなく散会した。穀屋の代表は知久文左衛門に相談したが、米価の高騰から対策に消極的であった。役人、穀屋からの対策がでず打ちこわしが勃発した。正福寺境内に5～600人が集まり、幸手宿（19軒）・隣接する上高野村（4軒）の呉服店・鉄物塗物類商・砂糖問屋・材木屋等の富商と穀屋が打ちこわしにあった。
幕府の打ちこわし参加者への裁決は、「勘定奉行所宛御請証文」によると「27日に廻状の作成・廻達を行ない打ちこわしにも参加した清吉・惣吉は所払い」となり、「小前集会を主導し、打ちこわしにも参加した勘右衛門・平七・浅五郎 ・藤七は過料銭3～5貫文」、「反物を拾得しようとした平吉は入墨上敲きの刑」 、「打ちこわしに参加した幸手宿内の小前41名と上高野村の小前3名は「急度御叱り」に」となった。
また、幸手宿と上高野村の役人は、「打ちこわしの取鎮めに失敗した責任により名主は「急度御叱り」年寄以下は「御叱り」を受けた」という。
幸手宿での打ちこわしの結果、「幸手宿や隣接の宿場では、米の安売りや施しが行われ、困窮者は助かったという」。

### 安政江戸地震
安政大地震は、安政2年10月2日（1855年11月11日）に、東京湾北部を震源とした直下地震があり、古文書から幸手領では震度6程度とされる。
幸手宿では、安政2年10月2日安政江戸地震による被害があった。震度は、「ⅤとⅥの 中間，それもVIに近い方とみられー（中略）ーこの地震では、荒川沿いに震度Ⅴ以上の所が北にのび熊谷に達している」。『安政二卯年十月、大地震ニ付潰家其外取調書上帳幸手宿村々』 によると、幸手宿周辺の村々の安政江戸地震の被害の記録があり、幸手宿は家数1,089軒に対し、潰数2軒、人家土屋物置等潰同様1027軒との被害があり、「大地震ニ付潰家其外取調帳」によると、怪我人が189人、牛村は潰家108軒、潰家相当53軒、怪我人108人であった。

## 名所・旧跡・接続道路等
道路
- 奥州街道
- 日光街道
- 日光御成道
- 筑波道
- 日光御廻道

隣の宿
- 日光街道、奥州街道

杉戸宿 - 幸手宿 - 栗橋宿
- 日光御成道

岩槻宿 - 幸手宿
地名（小字など）
| - 関場（せきば） - 新田裏（しんでんうら） - 仲（なか） - 前（まへ） - 下谷（しもや） - 吉羽前 - 安面（あんめん） - 東町（ひがしまち） - 浪寄（なみよせ） - 長倉（ながくら） - 田宮（たみや） - 裏町（うらまち） - 堀合（ひりあひ） | - 高西（たかにし） - 高東 - 三ツ家（みつや） - 天神（てんじん） - 中郷東（なかがうひがし） - 馬之助町 - 久喜町 - 牛村 - 浪寄 - 中町 - 荒宿 - 中新田 - 裏町 |